# 真砂町

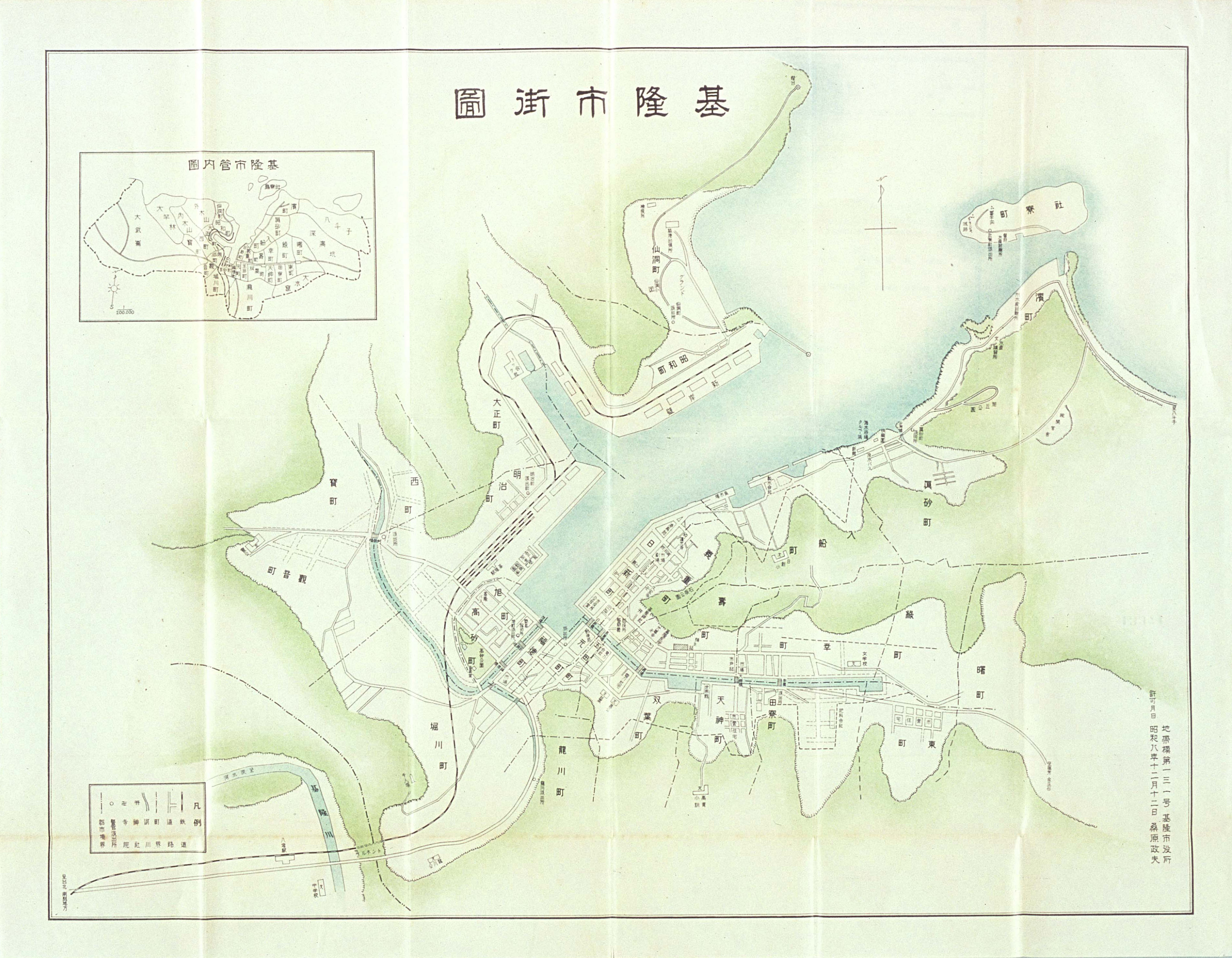
基隆市街圖

眞砂町為台灣日治時期臺北州基隆市的一個町，於基隆市自昭和6年（1931年）10月1日實施町名改正後設置，位於沙灣一帶，町名來自當地地名「大沙灣」；當地原屬於基隆市大字大沙灣。
眞砂町約為現今地籍中濱段和祥豐段西側的範圍，約為基隆市真砂里、中砂里、正砂里。

## 町內設施

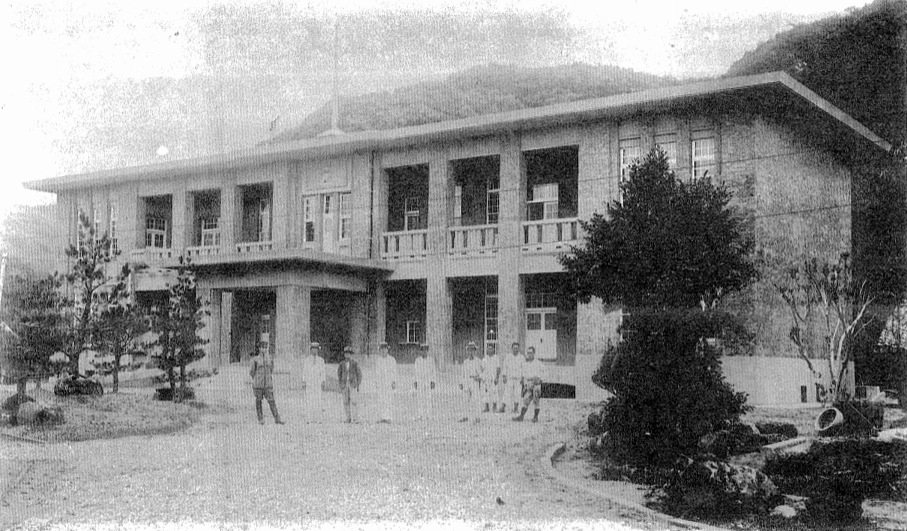
基隆要塞司令部廳舍

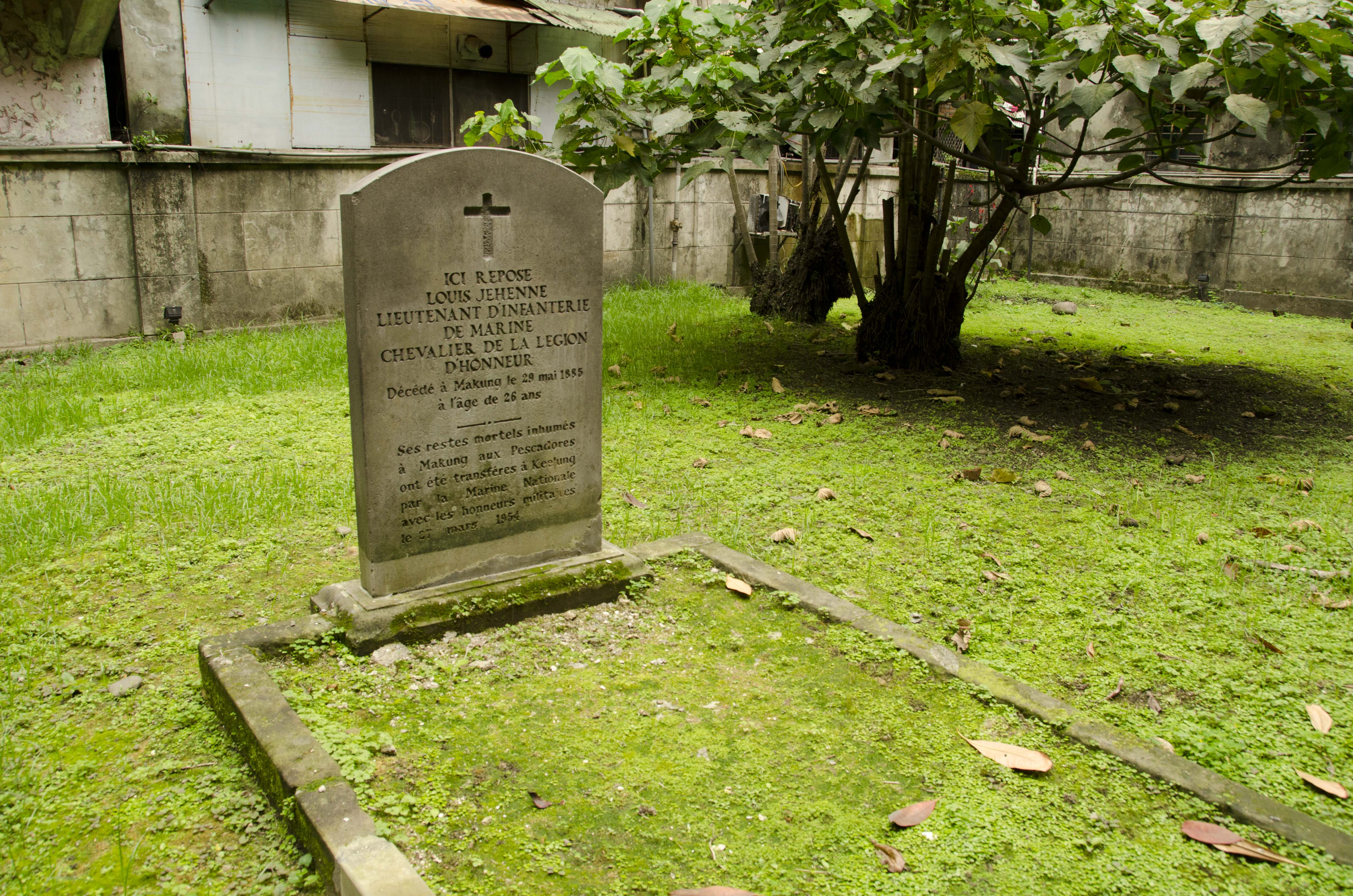
法國人墓碑

- 旭岡（平和公園）
- 松本記念館 （戰後作為旭丘指揮所）
- 基隆要塞司令部

- 日本陸軍基隆偕行社
- 真砂町警察官吏派出所
- 基隆造船鐵工所
- 流水交通社
- 法國人墓地（清法戰爭紀念園區）

- 海水浴場
- 川上記念館
- 私設真砂町食料品小賣市場
- 惠美須社